# From The Sounds Inside
From the Sounds Inside is het vierde solo-album van de Amerikaanse gitarist John Frusciante. Het album verscheen in augustus 2001 en is enkel online te beluisteren. Naast heel wat nieuwe nummers bevat het album ook enkele nummers van de albums To Record Only Water for Ten Days en Going Inside, die allebei eveneens in 2001 uitkwamen.

## Achtergrond
De titel van het album werd gekozen door fans na een verkiezing. From The Sounds Inside kreeg 36% van de stemmen en haalde het zo van twee andere titels, namelijk 2001 Internet Album (35%) en Live Above Hell (29%). De nummers op het album kregen geen titel, waardoor online voor sommige nummers verschillende alternatieve titels circuleren.
Frusciante schreef alle nummers zelf. Naast nieuwe nummers bevat het album ook materiaal van de albums To Record Only Water for Ten Days en Going Inside, die beide eveneens uitkwamen in 2001. Ook werd nummer 16, algemeen bekend onder de titel "Leave All the Days Behind", opgenomen in de lijst met soundtracks van de film The Brown Bunny uit 2003.

## Lijst met nummers
Eventuele alternatieve titels staan tussen haakjes weergegeven.
1. "So Would Have I" (of: "So Would've I") – 2:09
2. "Three Thoughts" – 3:25
3. "I Go Through These Walls" – 1:54
4. "Murmur" – 1:57
5. "Saturation" – 3:03
6. "Interstate Sex" – 4:38
7. "Dying (I Don't Mind)" – 2:11
8. "The Battle of Time" – 2:21
9. "With Love" – 1:47
10. "I Will Always Be Beat Down" – 2:02
11. "Fallout" – 2:10
12. "Penetrate Time" (of: "Lou Bergs"; "Low Birds"; "Purity") – 2:42
13. "Slow Down" – 3:00
14. "Nature Falls" – 1:56
15. "Beginning Again" – 2:09
16. "Leave All the Days Behind" (of: "Cut Myself Out") – 1:56
17. "Place to Drive" – 1:32
18. "How High" – 1:02
19. "Fallout" – 2:12
20. "Leaving You" – 1:04
21. "Sailing Outdoors" – 1:31